# Johan August Mesch
Johan August Mesch, född 9 juni 1824, död 12 september 1884, var en svensk arkitekt. Han var stadsbyggmästare i Sundsvall 1865-1883.